# Всесвятский район
Всесвятский район — единица административного деления Петропавловского уезда Акмолинской губернии и Кустанайской губернии Киргизской АССР, существовавшая с 1919 по июль 1922.

## История
Всесвятский район был образован в составе Петропавловского уезда Акмолинской губернии в 1919 году. Центром района был назначен посёлок Всесвятский. В район входила 21 волость: Ананьевская, Андреевская, Анновская, Весело-Подольская, Всесвятская, Джангаринская (кочевая), Ефимовская, Золотоустовская, Караобинская (кочевая), Карасульская, Каратальская (кочевая), Кенжегалинская (кочевая), Кушмурунская (кочевая), Ново-Покровская, Покровская, Святогорская, Севастопольская, Средняя, Ставропольская, Старобельская, Черняевская.
27 апреля 1921 года Всесвятский район был передан в Кустанайскую губернию. При этом Анновская, Джангаринская, Ефимовская, Кенжегалинская, Ставропольская, Старобельская волости остались в составе Петропавловского уезда.
В уезде осталось 9 волостей: Ананьевская, Весело-Подольская, Всесвятская, Караобинская (кочевая), Карасульская, Каратальская (кочевая), Кушмурунская (кочевая), Ново-Покровская, Севастопольская.
30 июня 1921 года к району были присоединены Анновская и Кенжегалинская (кочевая) волости, переданные из Петропавловского уезда.
4 апреля 1922 года посёлок Всесвятский был переименован в Урицкий.
27 июля 1922 года Всесвятский район был преобразован во Всесвятский уезд.